# Antoni Kątski

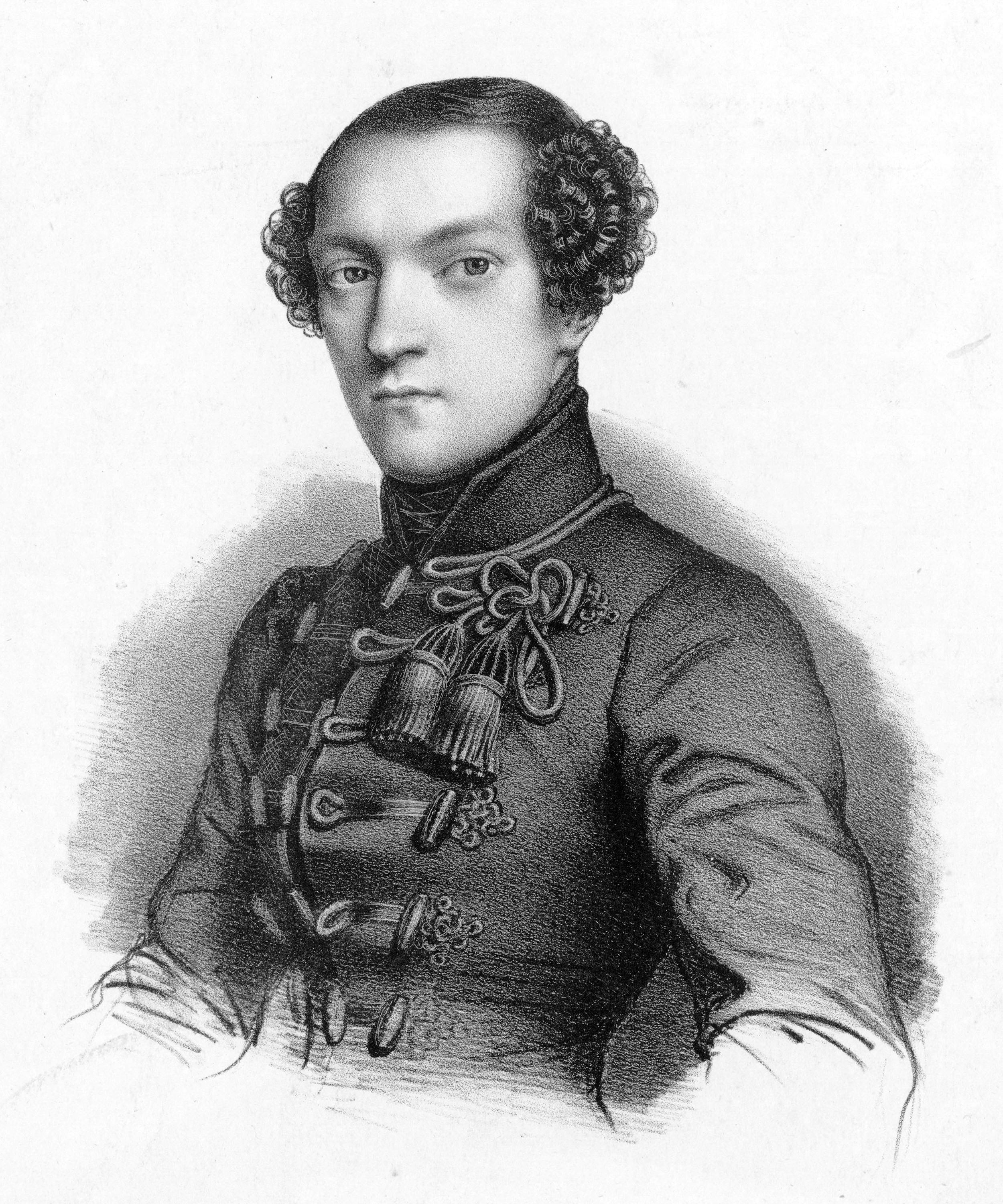
Antoni Kątski

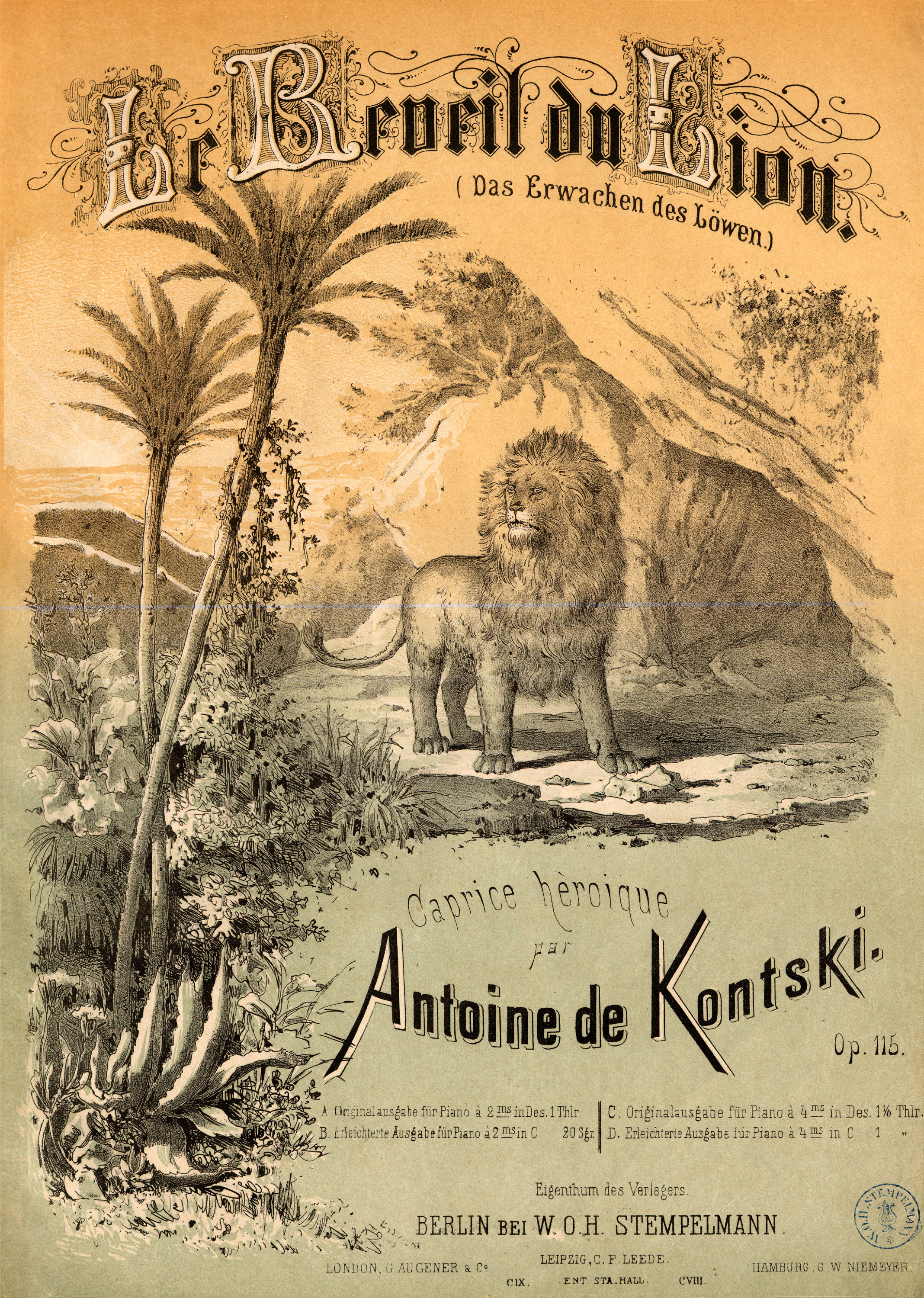
Przebudzenie się lwa

Antoni Kątski, także Antoine de Kontski (ur. 25 września 1816 w Krakowie, zm. 7 grudnia 1899 w Iwańczycach na Wołyniu) – polski pianista i kompozytor. Syn skrzypka i kompozytora Grzegorza Kątskiego, brat pianisty i kompozytora Stanisława Kątskiego oraz skrzypka i kompozytora Apolinarego Kątskiego, stryj pianistki Wandy Kątskiej i wiolonczelisty Zygmunta Kątskiego.

## Życiorys
Pochodził z muzykalnej rodziny. Jego bracia Karol, Stanisław i Apolinary zostali skrzypkami. Gry na fortepianie uczył się początkowo u swojego ojca Grzegorza.
Prawdopodobnie naukę muzyki kontynuował w końcu lat 20. XIX wieku w Szkole Głównej Muzyki w Warszawie. Następnie w latach 1829-1830 był uczniem Johna Fielda w Moskwie, a od 1832 studiował w Konserwatorium Towarzystwa Przyjaciół Muzyki w Wiedniu: kompozycję u Simona Sechtera i fortepian u Sigismunda Thalberga.
Po raz pierwszy wystąpił publicznie (wraz z bratem Karolem) w Krakowie, w wieku 4 lat (3 lutego 1822). Od tej pory występował stale jako „cudowne dziecko” w Warszawie i innych miastach Polski, a także w Wiedniu, na Węgrzech i w Rosji. Bardzo wcześnie rozpoczął też komponowanie. Jego pierwsze utwory – Taniec polski i anglez, Taniec polski i mazur – zostały wydane w Warszawie w 1825. W czasie pobytu w Paryżu został sędzią konkursów konserwatorium paryskiego. 26 maja 1845 muzykował razem z Chopinem w paryskim salonie Czartoryskich. 1849 rozpoczął tournées po Europie; koncertował w Madrycie i Sewilli (także na dworze królewskim). Następnie udał się do Portugalii; występował w Lizbonie, gdzie – na życzenie króla – opracował projekt reorganizacji tamtejszego konserwatorium, za co otrzymał Order Niepokalanego Poczęcia Najświętszej Marii Panny z Vila Viçosa.
W latach 1851–1853 przebywał w Berlinie jako nauczyciel gry na fortepian księżniczki pruskiej Ludwiki i nadworny pianista. W tym czasie koncertował w wielu miastach Niemiec i Austrii, a także odbył podróż koncertową z bratem Apolinarym do Polski, Grecji, Turcji, Egiptu i Włoch. W latach 1854–1867 przebywał w Petersburgu; założył tam Towarzystwo Miłośników Muzyki Klasycznej i działał jako pedagog. W dalszym ciągu koncertował, sam lub z bratem Apolinarym w wielu miastach Rosji. Skomponował tam Symfonię a-moll opus 220, którą dedykował carowi w nadziei otrzymania stanowiska dworskiego pianisty. W 1867 przeniósł się do Londynu, gdzie mieszkał przez 16 lat, zajmując się pedagogiką muzyczną i komponowaniem. W 1883 wyjechał na stałe do USA, początkowo do Buffalo, później do stanu Michigan i tam objął stanowisko profesora konserwatorium w Grand Rapids. Równocześnie odbywał liczne tournées po USA. W 1890 występował również w Japonii. W 1897 rozpoczął wielką podróż koncertową dookoła świata, która obejmowała Australię, Nową Zelandię, Indie, Chiny, Japonię, Syjam, a także Rosję i Polskę. Otrzymał liczne medale i ordery nadawane mu przez koronowane głowy w całej Europie.

## Twórczość
Skomponował ponad czterysta utworów, w większości wirtuozowskich utworów na fortepian, wśród nich popularne Przebudzenie się lwa. Skomponował też operę Marcello (1880) i trzy operetki: Les Deux Distraits według komedii Roztargnieni Augusta von Kotzebue (1872), Anastasie (1882) i Le Sultan de Zanzibar (1885).
Był również pedagogiem i autorem szkoły gry na fortepianie L’indispensable du pianiste (Niezbędnik pianisty).

## Płyty z utworami Antoniego Kątskiego
- 2017: Piano Works vol. 1 (Sławomir Dobrzański, fortepian) – Acte Préalable AP0388[2]
- 2018: Piano Works vol. 2 (Sławomir Dobrzański, Agustin Muriago, fortepian) – Acte Préalable AP0424[3]